# El paseo de Teresa
El paseo de Teresa es una película colombiana (Spin-off) bajo la producción de Dago García, y dirigida por Patricia Cardoso que se estrenó el 25 de diciembre de 2017. Protagonizada por César Mora, Jason Chad Roth, Tatiana Renteria, Ella Becerra, Margálida Castro, Javier Ramirez y Daniela Garcia.

## Sinopsis
Teresa es un dispositivo de inteligencia artificial que viene de Estados Unidos a Colombia para ser probada en un mundo real y con una familia bien particular: Los Rico. Teresa llega justo en época de Navidad, donde entre novenas, buñuelos y natillas, descubrirá junto a su nueva familia profundas conexiones. Pero como buenos colombianos, Los Rico no tardarán en sacarle el jugo a tan “interesante” aparato y montar así, un revolucionario negocio de consultas en el barrio: prometen resolver desde problemas de calvicie, hasta adivinar el número de la lotería. La locura en el barrio es total, pero todo puede complicarse cuando los gringos vengan a acabar con el paseo de Teresa por Colombia.

## Reparto
- Jason Chad Roth - Mark Chifreda
- César Mora - Jorge Rico (El padre)
- Margalida Castro - Encarnación
- Ella Becerra - Alicia de Rico (La madre)
- Javier Ramírez - Jairo Rico (El hijo)
- Daniela García - Rubiela Rico (La hija)
- David Ojalvo - Albert
- Tatiana Rentería - Teresa (voz)
- Gabriel Camero - Orlando
- Rodolfo Silva - Dueño Prenderia
- Hernán Cabiativa - Pacho